# Мазеппа (национальный парк)
Национальный парк Мазеппа (англ. Mazeppa National Park) — национальный парк в штате Квинсленд Австралии, созданный в 1972 году. Назван в честь гетмана Украины Ивана Мазепы. Площадь парка составляет 41,3 км². Расположен северо-западнее Брисбена, на расстоянии 821 км. Примыкает к автомобильной дороге № 55. В парке произрастают сто тридцать видов растений, в том числе редкие травы и эвкалипты.